# استیو مارانن
استیو مارانن (انگلیسی: Steve Maaranen؛ زادهٔ ۱۴ آوریل ۱۹۴۷ - درگذشته ۱۶ ژوئن ۲۰۱۹) دوچرخه‌سوار اهل ایالات متحده آمریکا بود. وی در بازی‌های المپیک تابستانی ۱۹۶۸ شرکت کرد.